# Фрюдендаль, Катарина
Катарина Фрюдендаль (дат. Catharine Elisabeth Frydendahl, 30 ноября 1760 — 30 ноября 1831) — датская оперная певица.

## Биография
Катарина Мёллер родилась в Копенгагене в 1760 г. Её родителями были Ганс Якоб Мёллер и Кирстина Маттиесен.
В 1776 г. Катарина поступила в певческую школу при Королевском датском театре. Её дебют состоялся в 1776 г., и она быстро стала одной из лучших певиц датской оперной и концертной сцены конца XIX в. Считается, что благодаря ей и певцу Михаэлю Росингу в датских театрах начали давать оперные роли национальным актёрам. Катарина также считается первой певицей, начавшей выступать с концертной деятельностью.
Катарина наряду с Биргиттой Винтер и Каролиной Мюллер считалась лучшей оперной певицей Дании конца XIX в., хотя некоторые критики считали её голос недостаточно развитым, что подтвердилось во время учебной поездки в Дрезден в 1793 г. Актёрская игра не была лучшей стороной её таланта, к тому же она обладала трудным характером: постоянно пререкалась с руководством театра и интриговала против своих коллег по сцене, например, стала причиной того, что действиями своего любовника директора театра фон Экстедта Каролина Мюллер в 1780 г. была вынуждена покинуть не только театр, но и вообще Данию и уехать в Швецию. В 1800 г. она сама временно оказалась в тюрьме после очередного конфликта с театром.
В 1789 г. Катарина вышла замуж за придворного скрипача Йоргена Бертельсена. С 1797 г. она была женой актёра Петера Йоргена Фрюдендаля. У неё было четверо детей: Ганс Йорген, Фредерик Вильгельм, Ганс Вильгельм и Августа Каролина Генриетта.
Оперную сцену она оставила в 1821 г., в 1823 г. состоялся её последний концерт. Скончалась Катарина в 1831 г. Сохранился её портрет работы Йенса Юэля.